# Africalolampra ehrmanni
Africalolampra ehrmanni är en kackerlacksart som beskrevs av Roth, L. M. 1995. Africalolampra ehrmanni ingår i släktet Africalolampra och familjen jättekackerlackor.
Artens utbredningsområde är Kenya. Inga underarter finns listade i Catalogue of Life.